# James Stuart, 1:e viscount Stuart av Findhorn
James Gray Stuart, 1:e viscount Stuart av Findhorn, född 9 februari 1897, död 20 februari 1971, var en brittisk politiker. Han var biträdande parlamentarisk sekreterare till finansdepartementet i Winston Churchills koalitionsregering under andra världskriget och tjänstgjorde senare som statssekreterare för Storbritanniens minister för Skottland under Churchill och sedan Sir Anthony Eden från 1951 till 1957. År 1959 upphöjdes han till pärsvärdighet som Viscount Stuart av Findhorn.

## Bakgrund
Stuart föddes i Edinburgh och var den tredje och yngsta sonen till Morton Stuart, 17:e earl av Moray, och Edith Douglas Palmer, dotter till konteramiral George Palmer.

## Militärtjänst
Strax efter första världskrigets utbrott 1914 blev Stuart kommenderad från Officers' Training Corps till Special Reserve som provanställd fänrik i 3rd (Reserve) Battalion, Royal Scots (hans prövotid avslutades i januari 1915) och tjänstgjorde i kriget och nådde kaptens grad. Han tilldelades Military Cross och andra medaljer 1917.
Han utnämndes till adjutant hos HKH Prins Albert i juni 1920, och till medlem (4:e klassen) av Royal Victorian Order vid nyåret 1922, med utmärkelsen daterad den 3 december 1921.

## Politisk karriär

Heraldiskt vapen för James Stuart, 1:e viscount Stuart av Findhorn

Stuart var parlamentsledamot för Moray och Nairn från 1923 till 1959. Han tjänstgjorde som Lord of the Treasury från 1935 till 1941 under i tur och ordning Ramsay MacDonald, Stanley Baldwin, Neville Chamberlain och Winston Churchill, och svors in av Privy Council 1939. År 1941 befordrades Churchill honom till biträdande parlamentarisk sekreterare vid finansdepartementet (Government Chief Whip), vilket han förblev till 1945. Han fortsatte som konservativ chefsinpiskare fram till 1948. År 1950 blev han ordförande för Scottish Unionist Party, en post som han innehade till 1962.
När de konservativa återvände till makten under Churchill 1951 blev Stuart Storbritanniens minister för Skottland, med en plats i kabinettet. Han fortsatte på denna post till 1957, de sista två åren under Sir Anthony Edens premiärministerskap. Han utnämndes till Companion of Honour 1957. Den 20 november 1959 upphöjdes han till pärsvärdighet som Viscount Stuart av Findhorn, av Findhorn i grevskapet Moray.

## Familj
Lord Stuart av Findhorn gifte sig 1923 med Lady Rachel Cavendish, dotter till Victor Cavendish, 9:e hertig av Devonshire. Paret hade tre barn:
- David Randolph Moray Stuart, 2:e viscount Stuart av Findhorn (1924−1999)
- John Douglas Stuart, löjtnant i Royal Navy (1925−1990)
- Jean Davina Stuart (Mrs Michael Ritchie) (född 1932)

Stuarts svägerska var Dorothy Cavendish, hustru till Harold Macmillan). 
Lord Stuart avled i februari 1971, 74 år gammal, och efterträddes som viscount av sin äldste son David. Lady Stuart av Findhorn avled i oktober 1977.
Han hade tidigare varit känd som uppvaktande friare till Lady Elizabeth Bowes-Lyon medan han tjänstgjorde som adjutant till hennes blivande make prins Albert, hertig av York (den framtida kung Georg VI).